# Rochester Royals 1950-1951
La stagione 1950-51 dei Rochester Royals fu la 3ª nella NBA per la franchigia.
I Rochester Royals arrivarono secondi nella Western Division con un record di 41-27. Nei play-off vinsero la semifinale di division con i Fort Wayne Pistons (2-1), la finale di division con i Minneapolis Lakers (3-1), per vincere poi il titolo battendo in finale i New York Knicks (4-3).

## Classifica
| Squadra             | V  | P  | %    | GB |
| ------------------- | -- | -- | ---- | -- |
| Minneapolis Lakers  | 44 | 24 | 64,7 | -  |
| Rochester Royals C  | 41 | 27 | 60,3 | 3  |
| Ft. Wayne Pistons   | 32 | 36 | 47,1 | 12 |
| Ind. Olympians      | 31 | 37 | 45,6 | 13 |
| Tri-Cit. Blackhawks | 25 | 43 | 36,8 | 19 |

## Roster
| \| Pos. \| Num. \| Naz. \| Nome \| Altezza \| Peso \| Data nascita \| Provenienza \| \| ---- \| ---- \| ---- \| -------------- \| ------- \| ------ \| ------------ \| ----------------------------- \| \| G/AP \| 19 \| \| Calhoun, Bill \| 191 cm \| 82 kg \| 04-11-1927 \| City College of San Francisco \| \| A/C \| 10 \| \| Coleman, Jack \| 201 cm \| 88 kg \| 23-05-1924 \| Louisville \| \| G/AP \| 11 \| \| Davies, Bob \| 183 cm \| 79 kg \| 15-01-1920 \| Seton Hall \| \| G \| 16 \| \| Holzman, Red \| 178 cm \| 79 kg \| 10-08-1920 \| City College of New York \| \| A/C \| 12 \| \| Johnson, Arnie \| 196 cm \| 107 kg \| 16-05-1920 \| Bemidji State \| \| A/C \| 20 \| \| McNamee, Joe \| 198 cm \| 95 kg \| 24-09-1926 \| San Francisco \| \| A/C \| 18 \| \| Mikan, Ed \| 203 cm \| 104 kg \| 20-10-1925 \| DePaul \| \| A \| 7-15 \| \| Noel, Paul \| 193 cm \| 84 kg \| 17-08-1924 \| Kentucky \| \| A/C \| 14 \| \| Risen, Arnie \| 206 cm \| 91 kg \| 09-10-1924 \| Ohio State \| \| G/AP \| 3 \| \| Saul, Pep \| 188 cm \| 84 kg \| 16-02-1924 \| Seton Hall \| \| G \| 9 \| \| Wanzer, Bobby \| 183 cm \| 77 kg \| 04-06-1921 \| Seton Hall \| | Allenatore - Les Harrison Assistente/i - Eddie Malanowicz Legenda - (C) Capitano - (FA) Free agent - (S) Sospeso - (TW) Contratto Two-way - (GL) Assegnato a squadra G League affiliata - Infortunato Roster • Transazioni · Ultima transazione: 25 aprile 1951 |                        |                |         |        |              |                               |
| Pos. | Num. | Naz.                   | Nome           | Altezza | Peso   | Data nascita | Provenienza                   |
| G/AP | 19 | Stati Uniti (bandiera) | Calhoun, Bill  | 191 cm  | 82 kg  | 04-11-1927   | City College of San Francisco |
| A/C | 10 | Stati Uniti (bandiera) | Coleman, Jack  | 201 cm  | 88 kg  | 23-05-1924   | Louisville                    |
| G/AP | 11 | Stati Uniti (bandiera) | Davies, Bob    | 183 cm  | 79 kg  | 15-01-1920   | Seton Hall                    |
| G | 16 | Stati Uniti (bandiera) | Holzman, Red   | 178 cm  | 79 kg  | 10-08-1920   | City College of New York      |
| A/C | 12 | Stati Uniti (bandiera) | Johnson, Arnie | 196 cm  | 107 kg | 16-05-1920   | Bemidji State                 |
| A/C | 20 | Stati Uniti (bandiera) | McNamee, Joe   | 198 cm  | 95 kg  | 24-09-1926   | San Francisco                 |
| A/C | 18 | Stati Uniti (bandiera) | Mikan, Ed      | 203 cm  | 104 kg | 20-10-1925   | DePaul                        |
| A | 7-15 | Stati Uniti (bandiera) | Noel, Paul     | 193 cm  | 84 kg  | 17-08-1924   | Kentucky                      |
| A/C | 14 | Stati Uniti (bandiera) | Risen, Arnie   | 206 cm  | 91 kg  | 09-10-1924   | Ohio State                    |
| G/AP | 3 | Stati Uniti (bandiera) | Saul, Pep      | 188 cm  | 84 kg  | 16-02-1924   | Seton Hall                    |
| G | 9 | Stati Uniti (bandiera) | Wanzer, Bobby  | 183 cm  | 77 kg  | 04-06-1921   | Seton Hall                    |